# Atletika na Letních olympijských hrách 1964 – 100 metrů muži
 Běh na 100 metrů mužů na Letních olympijských hrách 1964 se uskutečnil ve dnech 14. a 15. října na Olympijském stadionu v Tokiu. Vítězem se stal americký sprinter Bob Hayes, stříbro získal reprezentant Kuby Enrique Figuerola a bronz Kanaďan Harry Jerome.

## Výsledky finálového běhu
| *                | jméno             | země                     | čas  |
| ---------------- | ----------------- | ------------------------ | ---- |
| Zlatá medaile    | Bob Hayes         | Spojené státy americké   | 10,0 |
| Stříbrná medaile | Enrique Figuerola | Kuba                     | 10,2 |
| Bronzová medaile | Harry Jerome      | Kanada                   | 10,2 |
| 4                | Wiesław Maniak    | Polsko                   | 10,4 |
| 5                | Heinz Schumann    | Tým sjednoceného Německa | 10,4 |
| 6                | Gaoussou Koné     | Pobřeží slonoviny        | 10,4 |
| 7                | Mel Pender        | Spojené státy americké   | 10,4 |
| 8                | Tom Robinson      | Bahamy                   | 10,5 |